# Poolbillard-Panamerikameisterschaft 2011
Die Poolbillard-Panamerikameisterschaft 2011 war die 13. Austragung der vom amerikanischen Billardverband CPB veranstalteten Kontinentalmeisterschaft im Poolbillard. Gespielt wurden die Disziplinen 8-Ball, 9-Ball und 10-Ball. Die 9-Ball-Wettbewerbe der Herren und Damen fanden in der kolumbianischen Stadt Barranquilla statt, die Wettbewerbe der Juniorinnen und Junioren in Honduras. Das 8-Ball-Turnier der Herren wurde in Guatemala-Stadt ausgetragen.

## Medaillengewinner
| Disziplin             | Gold              | Silber              | Bronze           |
| --------------------- | ----------------- | ------------------- | ---------------- |
| Herren – 8-Ball       | Jalal Yousef      | Juan Mairena        | Esteban Espinoza |
| Herren – 9-Ball       | Christopher Tevez | Jonny Martinez      | Luis Lemus       |
| Damen – 9-Ball        | Karen García      | Gernailys Zimmerman | Soledad Ayala    |
| Junioren – 9-Ball     | Jorge Rivera      | Ignacio Block       | Jason Jarquin    |
| Junioren – 10-Ball    | Ignacio Block     | Jorge Rivera        | Jesus Atencio    |
| Juniorinnen – 9-Ball  | Karen García      | Diana García        | Jhindri García   |
| Juniorinnen – 10-Ball | Karen García      | Jhindri García      | Diana García     |